# Bataille de Cut Knife
Rébellion du Nord-Ouest
Batailles
Bataille du lac aux Canards - Battleford - Massacre de Frog Lake - Bataille de Fort Pitt - Bataille de la Coulée des Tourond - Bataille de Cut Knife - Bataille de Batoche - Bataille de Frenchman Butte - Bataille de Loon Lake
La bataille de Cut Knife est une bataille de la Rébellion du Nord-Ouest qui s'est tenue le 2 mai 1885 lorsqu'un groupe de guerriers Cris et Assiniboines fut attaquée par une force composée de la police montée, de miliciens et de soldats canadiens. Les guerriers ont défait les forces canadiennes avec des pertes des deux côtés.

## Préambule
Au printemps de 1885, les Métis vivant en Saskatchewan forment un gouvernement provisoire sous Louis Riel, prenant le contrôle autour de Batoche. À ce moment Riel commença à contacter les Cris et les Assiniboines. Le gouvernement canadien décida d'écraser la rébellion, craignant que les tribus de l'ouest joignent celles-ci. Les Cris sous la direction de Poundmaker allèrent à Battleford pour parler à l'agent des Indiens, Rae. Le but de la visite était d'obtenir de Rae plus de vivres car il y avait une famine et de discuter de la situation. La population de Battleford et plusieurs résidents autour, en apprenant que plusieurs Cris et Assiniboines quittaient leur réserve pour venir à Battleford, eurent peur pour leur sécurité. Le 30 mars 1885, les gens commencèrent à abandonner leur résidence pour chercher refuge auprès de la Police montée du Nord-Ouest à fort Battleford. Lorsque Poundmaker arriva en ville, l'agent des Indiens refusa de le rencontrer. Il le fit attendre 2 jours. À la fin du deuxième jour, les Indiens eurent faim. Finalement, ils pillèrent pour obtenir de la nourriture.
Dans le même temps, des bandes d'Assiniboines vivant au sud de Battleford avaient appris la rébellion des Métis. Un petit groupe d'entre eux tuèrent un fermier qui les traitait durement dans le passé. Ils tuèrent aussi l'agent des Indiens pour avoir battu une jeune fille adolescente. Ils décidèrent ensuite d'aller rencontrer Poundmaker. Quoiqu'il y ait de la controverse pour la responsabilité dans la poursuite de la violence, plusieurs maisons et commerces furent pillés et brûlés à Battleford.
Le gouvernement canadien envoya le major-général Frederick Middleton en Saskatchewan pour écraser la rébellion des Métis. Le petit détachement de police de fort Battleford, soudainement responsable de la sécurité de près de 500 civils demanda des renforts. Middleton détacha une colonne sous la direction du lieutenant-colonel William Otter pour relever Battleford.
La colonne d'Otter consistait en 763 hommes du régiment Queen's Own Rifles of Canada, batterie B, régiment de l'artillerie canadienne, compagnie C de l'infanterie. La colonne voyagea par train jusqu'à Swift Current, se dirigea vers Battleford le 13 avril et arriva le 24 avril. Lorsqu'Otter arriva, il trouva des centaines de civils, incluant des Métis entassés dans le fort. Pourtant les partisans de Poundmaker n'étaient pas là. Très content de l'arrivée d'Otter, les habitants voulaient une revanche sur les Indiens pour les pertes en vies et en matériel dont ils avaient souffert. Plusieurs miliciens des troupes d'Otter étaient fâchés d'avoir raté une bataille.
Mis sous pression par les habitants de Battleford et ses propres troupes, Otter décida de passer à l'action. En dépit des ordres du général Middleton, il demanda au lieutenant-gouverneur des territoires du Nord-Ouest et commissaire des affaires indiennes, Edgar Dewdney la permission de punir Poundmaker. Cela lui fut accordé. Une garnison de 392 hommes quitta Battleford pour attaquer les Cries et les Assiniboines à la colline de Cut Knife. Cette force était composée de 75 hommes de la police montée du Nord-Ouest (cavalerie), plusieurs petites unités de l'armée canadienne régulière et plusieurs miliciens et volontaires. Ils apportaient avec eux 2 canons 7-pounder field rifles et une mitrailleuse Gatling. Ils quittèrent l'après-midi du premier mai. Le plan d'Otter était de marcher jusqu'au crépuscule, se reposer jusqu'à ce que la Lune se lève et de porter l'attaque tôt le matin alors que les Crees et les Assiniboines seraient encore en train de dormir.
Dans le même temps, les Cris campaient sur leur réserve au nord de Battleford au ruisseau Cut Knife. Ils furent rejoints par plusieurs autres bandes, incluant des Assiniboines. Ils savaient qu'il y avait plusieurs milliers de soldats dans la région pour combattre la rébellion des Métis et ils décidèrent de se protéger. Comme dans la coutume crie, Fine-Days remplaça Poundmaker le chef politique comme chef jusqu'à la fin du conflit. Le camp au complet fut déplacé de l'autre côté du ruisseau Cut Knife sur le côté ouest. La colline Cut Knife était derrière le camp et sur les deux côtés. Il y avait des ravins avec des boisés et des arbres. Dans l'ensemble, 9 bandes de Cris et 3 d'Assiniboines étaient présentes, comptant en tout 1 500 hommes, femmes et enfants.

## La bataille
À l'aube du 2 mai, la colonne d'Otter arriva. Il s'attendait à ce que le camp soit dans la prairie sur le côté est du ruisseau Cut Knife. Il n'avait pas anticipé d'avoir à traverser le ruisseau. La colonne le traversa et ensuite, ils eurent de la difficulté à traverser un marais avant d'atteindre le camp. Un vieux Cri nommé Jacob Avec les Longs Cheveux était levé quand il entendit le bruit des soldats traversant le ruisseau et il alerta le camp. Le colonel Otter fit installer les 2 canons et la mitrailleuse Gatling et commença à tirer sur le camp. Dans les premières minutes, ce fut la confusion totale. Les armes détruisirent les maisons et le camp. Les femmes et les enfants couraient pour leur sécurité dans les ravins. un groupe de guerriers Assiniboine chargea les hommes d'Otter pour les empêcher de tuer les femmes et les enfants. Les autres guerriers se déplacèrent dans les ravins et Fine-Day alla au sommet de la colline Cut Knife pour diriger la contre-attaque des Cris. Les guerriers se battirent en petits groupes. Un groupe courait de l'avant pour attaquer les soldats d'Otter et il se retirait aussitôt avant que les soldats puissent répliquer. Aussitôt que les soldats tentaient d'attaquer les guerriers sur un côté du ravin, un autre groupe sortait de l'autre côté pour les attaquer par derrière. Les autres guerriers gardaient les femmes et les enfants. Otter ne pouvait attaquer car il ne savait pas où était l'ennemi et combien ils étaient. Robert Jefferson, un témoin, rapporte que pas plus de 50 guerriers en tout ont pris part à la bataille. C'était incompréhensible d'autant qu'ils étaient mal armés. Les recherches de Douglas Light indiquent que 243 hommes Cris et Assiniboines furent présents et note qu'un certain nombre de jeunes garçons prirent part à la bataille.
Otter mit ses hommes dans un piège. Deux lignes de soldats faisaient face aux deux ravins. Les volontaires et la milice gardaient le devant face au marais. Comme la bataille continuait, Fine-Day employa une manœuvre d'encerclement où ses guerriers allèrent de plus en plus proches des soldats. Les guerriers restèrent derrière les arbres et le boisé, ce qui faisait en sorte que les hommes d'Otter ne savaient où tirer. Les soldats du colonel Otter étaient coincés: sur la gauche et la droite, il y avait les ravins et derrière eux, le marais. Après 6 heures de combat, Otter décida de se retirer. Alors que les soldats traversaient le marais, quelques guerriers commencèrent à monter sur leur cheval pour attaquer. Poundmaker leur demanda de laisser les hommes d'Otter partir. Les guerriers le respectèrent et permirent à Otter de retourner à Battleford. Certains historiens croient que seulement cela permit d'éviter un massacre des troupes d'Otter.

## Conclusion
La bataille de Cut Knife fut le plus grand succès des batailles amérindiennes pendant la rébellion du Nord-Ouest. Ils eurent l'avantage d'être sur leur propre territoire bien qu'ils eurent plusieurs désavantages. Ils étaient peu nombreux, attaqués par surprise et peu armés. 14 soldats furent blessés, 8 furent tués incluant un soldat abandonné qui fut mutilé par des femmes amérindiennes. 3 Amérindiens furent blessés et 5 furent tués incluant un Nez-Percé qui provenait des États-Unis quelques années auparavant. La bataille inspira en fait aux hommes d'Otter un nouveau respect pour leur ennemi. Otter s'attendait à ce que le peuple de Poundmaker ne soit pas sur ses gardes, soit démoralisé et se rende rapidement. En dépit d'avoir souffert du pire revers durant la campagne, le poids du nombre et un bon approvisionnement favorisèrent les forces canadiennes. En seulement quelques semaines, les Cris affamés allèrent à Battleford demander la paix au Major-Général Middleton. Fine-Day, le chef guerrier Cri qui avait dirigé la bataille, se réfugia aux États-Unis. Poundmaker fut arrêté et emprisonné. Le lieutenant-colonel Wiliam Otter survit à la bataille et demeura une figure prééminente chez les militaires. Il commanda le régiment Royal Canadien durant la seconde guerre des Boers et fut directeur de camps d'internement durant la Première Guerre mondiale.
Plusieurs personnes ont comparé la bataille de Cut Knife à celle de la bataille de Little Big Horn. Il y a plusieurs similitudes: dans les 2 cas, un officier de l'armée a désobéi aux ordres, essayé de prendre le camp amérindien par surprise; les deux, Custer et Otter, ont mal jugé le terrain et ont dû ralentir leur attaque. Les deux furent encerclés par l'ennemi et ne savaient où charger. Otter au moins sut quand se retirer et heureusement on lui permit de le faire alors que Custer continua de se battre et eut plusieurs centaines de pertes. Sûrement ces deux batailles eurent un résultat différent. Le tiers des soldats de Custer furent tués alors que la majorité des soldats d'Otter survécurent en ayant un nouveau respect pour les guerriers.
Un monument commémore cette bataille à Ottawa près de l'Hôtel de Ville.